# Abbotsford (Britská Kolumbie)
Abbotsford je město nacházející se v údolí Fraser v provincii Britská Kolumbie v Kanadě. Administrativně náleží k regionálnímu okresu Fraser Valley, který sousedí s regionálním okresem Metro Vancouver. Při severním okraji města protéká řeka Fraser. Je to rozlohou největší a počtem obyvatel páté největší město v Britské Kolumbii. V roce 2006 v něm žilo 123 864 obyvatel.
Ve městě sídlí University of the Fraser Valley a výstavní centrum TRADEX. Město má mezinárodní letiště Abbotsford International Airport.
Ve městě sídlil v letech 2009 až 2014 klub ledního hokeje Abbotsford Heat, který působil v American Hockey League. V roce 2021 byl založen nový klub Abbotsford Canucks, který je farmářským klubem celku NHL Vancouver Canucks.

## Partnerská města
- Fukagawa, Japonsko